# Dün
Der Dün, auch Dünwald genannt, ist ein bis 522,3 m ü. NHN hoher, rund 270 km² großer Höhenzug der Nordwestlichen Randplatte des Thüringer Beckens. Er liegt im Nordwesten Thüringens in den Landkreisen Eichsfeld und Nordhausen sowie im Unstrut-Hainich-Kreis und Kyffhäuserkreis. Der Höhenzug ist etwa zur Hälfte bewaldet und besteht aus Muschelkalk.

## Geographie

### Lage
Der Dün liegt im Städtedreieck von Heiligenstadt (Landkreis Eichsfeld) im Nordwesten, dem etwas vom Höhenzug entfernten Bleicherode (Landkreis Nordhausen) im Nordosten und dem ebenfalls etwas entfernten Mühlhausen (Unstrut-Hainich-Kreis) im Süden.
Die steile Nordflanke des Höhenzugs erstreckt sich in einem knapp 40 km langen, erst südöstlich und dann nordöstlich geneigten Bogen entlang der rund 200 m tiefer gelegenen Täler von Leine und Wipper. Sie reicht von (jeweils südlich der genannten Orte) Heiligenstadt im Westen vorbei an Leinefelde und die Eichsfelder Pforte bei Sollstedt bis Großlohra im Ostnordosten. Von dieser Linie aus dacht der Höhenzug allmählich nach Südosten zum Thüringer Becken zwischen Mühlhausen und Ebeleben ab. Von Heiligenstadt bis zum Rand des Volkenroder Waldes erstreckt sich die Abdachung nach Südosten auf etwa 33 km Länge, weiter östlich deutlich weniger (je nach Stelle und Grenzziehung etwa 11 bis 15 km).
Auf dem westlich der B 247 liegenden Westteil des Höhenzugs breiten sich Teile des Naturparks Eichsfeld-Hainich-Werratal.

### Abgrenzung zum Oberen Eichsfeld
Die Südwestgrenze zum Oberen Eichsfeld folgt im Südosten der oberen Unstrut flussaufwärts von Dachrieden bis Dingelstädt und im Nordwesten der Geislede von Kreuzebra über Geisleden bis Heiligenstadt. Am Sattel südöstlich Kreuzebras beträgt die Geländehöhe knapp 470 m.

### Abgrenzung zur Hainleite
Das mittlere Helbetal der Helbe von seinem nördlichsten Punkt aus südostwärts bis Wiedermuth nördlich Ebelebens bildet eine vergleichsweise scharfe südliche Ostgrenze zur Hainleite.
Nach Norden verwischt diese Grenze etwas; von Nord nach Süd verläuft die Grenze von Großlohra bis zur Helbe wie folgt: Renkgraben mit Landesstraße 1016, Wurzelweg (L 1033), Kaltes Tal und Martinsgrund.
Diese Grenzziehung entspricht insbesondere den Benennungen von Schutzgebieten; so verläuft entlang des Wurzelweges und des Renkgrabentals die Grenze vom Landschaftsschutzgebiet Dün–Helbetal zum Naturschutzgebiet Westliche Hainleite. Auch entspricht sie den Bezeichnungen auf Karten. Der Bergsattel zwischen beiden Höhenzügen liegt hiernach auf gut 410 m am Wurzelweg.
Im Gebiet um Sollstedt wird landläufig üblicherweise ein etwas anderer Grenzverlauf angenommen, siehe den entsprechenden Abschnitt im Hainleite-Artikel, insbesondere den folgenden Unterabschnitt.

### Naturräumliche Zuordnung
Nach der Einteilung des Handbuchs der naturräumlichen Gliederung Deutschlands nebst Blatt Kassel (1969) ist der Dün wie folgt zugeordnet:
- (zu 47/48 Thüringer Becken (mit Randplatten))
  -  (zu 483 Ringgau–Hainich–Obereichsfeld–Dün–Hainleite)
    - 483.0 Dün und Hainleite[5]
      - Dün

Das Bundesamt für Naturschutz (BfN) hat eine etwas abweichende Gliederung entsprechend den Landschaftssteckbriefen erstellt:
- 48301 Dün und Hainleite (für die überwiegend bewaldeten nördlichen Anteile des Dün)[6]
- 48300 Ringau Obereichsfeld sowie Südabdachung von Dün und Hainleite (für die überwiegend unbewaldete Südabdachung des Dün)[7]

Die Thüringer Landesanstalt für Umwelt und Geologie (TLUG) verfügt über ein etwas gröberes naturräumliches System, wonach der Dün in der Einheit Hainich–Dün–Hainleite liegt.

### Berge und Erhebungen

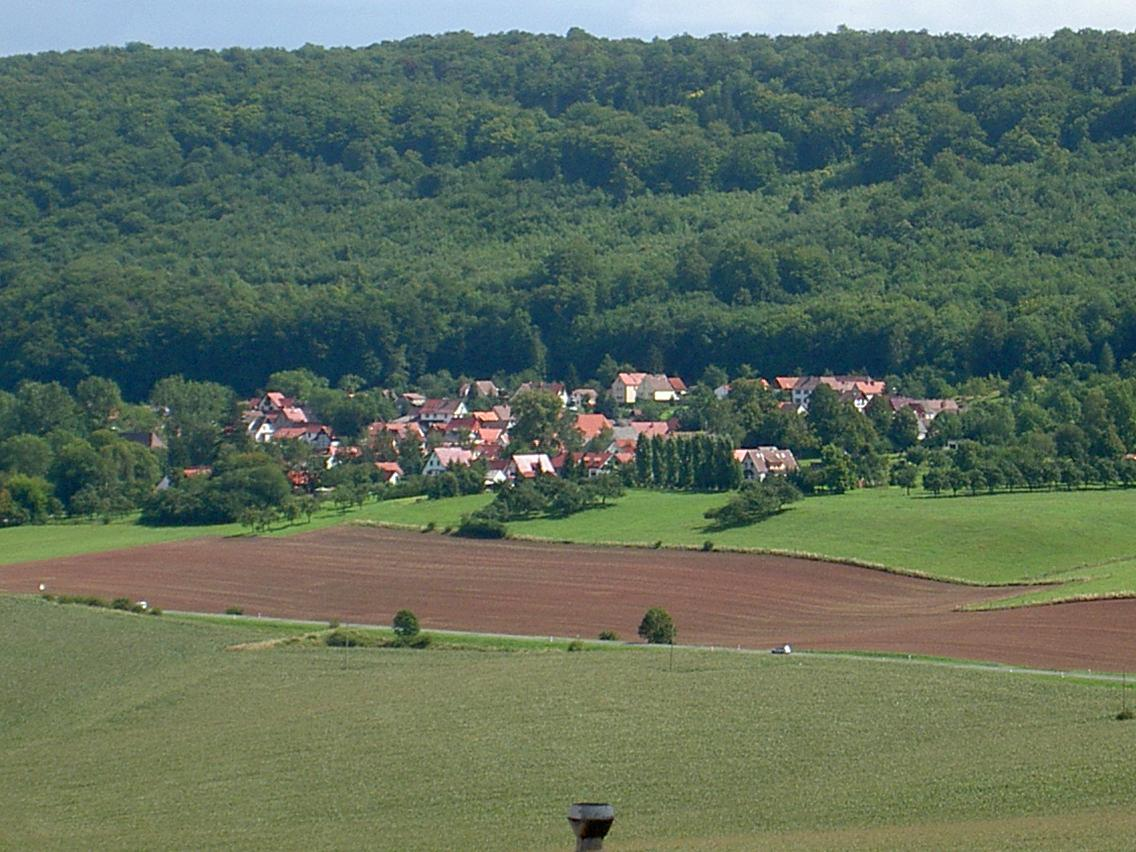
Blick aus Richtung des Zementwerks Deuna ostwärts nach Vollenborn am Dün

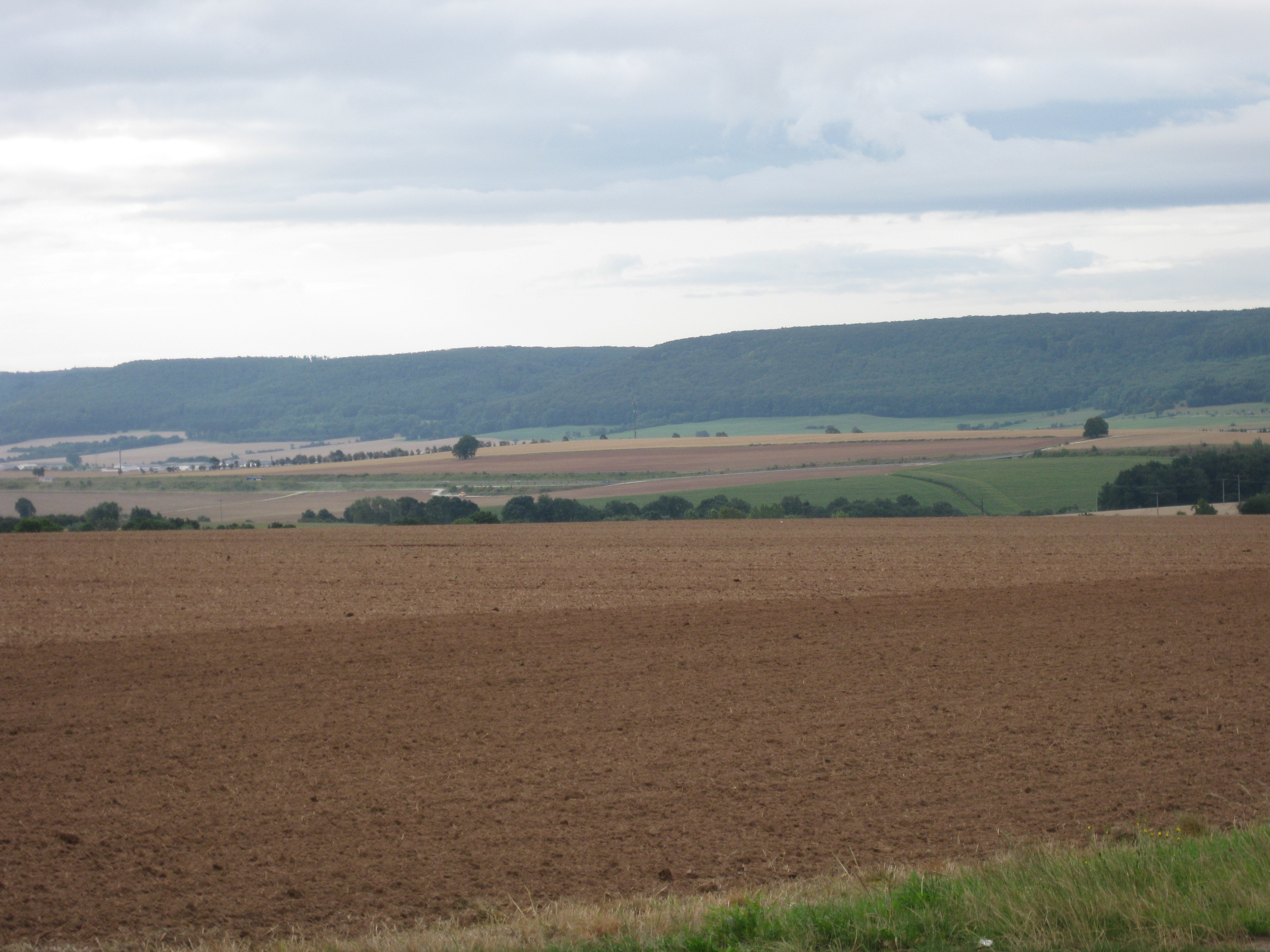
Blick zum westlichen Dün mit dem Heiligenberg bei Wingerode

Zu den Bergen und Erhebungen des Dün und seiner Südabdachung gehören – sortiert nach Höhe in Meter (m) über Normalhöhennull (NHN):
- Kuppe im Keulaer Wald (522,3 m), auf der Gemarkung und 3 km nordnordwestlich Keulas, 600 m südwestlich des Keulaer Rondels und nur 700 m südlich Vollenborns; Kyffhäuserkreis (EIC-Grenznähe)
- Hockelrain (515,4 m), nordöstlich von Kreuzebra, Landkreis Eichsfeld
- Köhlerberg (504,7 m), nördlich von Hüpstedt, Landkreis Eichsfeld
- Schönberg (498,2 m), bei Rehungen, Landkreis Nordhausen (KYF- und EIC-Grenznähe)
- Abraumhalde (497,5 m), bei Menteroda, Unstrut-Hainich-Kreis
- Heiligenberg (493,6 m), bei Beuren, Landkreis Eichsfeld
- Hellborn (493,2 m), nördlich von Beberstedt, Landkreis Eichsfeld
- Sollstedter Warte (487,1 m), westlich Kleinkeula, Unstrut-Hainich-Kreis
  - Kalter Berg (475,6 m) – Südwestausläufer
- Kriegsberg (Katzenstein; 485,2 m), östlich von Rehungen, Landkreis Nordhausen
  - Mittelberg – Ostsporn
- Burg Scharfenstein (480,3 m), südwestlich Leinefeldes, Landkreis Eichsfeld
- Katzenburg (476,6 m), südlich Obergebras, Landkreis Nordhausen
  - Reinhardberg – äußerster Ostnordostsporn und nordöstlichster Rücken des Dün
- Harnisch (463,8 m), westlich Menterodas, Unstrut-Hainich-Kreis
- Kirchberg (447,0 m), nordöstlich von Kallmerode, Landkreis Eichsfeld
- Feldberg (436,6 m), nordöstlich von Holzthaleben, Kyffhäuserkreis
- Dün[9] (435,3 m), äußerster westlicher Rand, östlich von Heilbad Heiligenstadt, Landkreis Eichsfeld
- Forstberg (395,4 m), Südrand; südwestlich Mühlhausen-Saalfelds, Unstrut-Hainich-Kreis
- Urbacher Berg (365,1 m), Südostrand; nördlich des Urbachtals westlich Holzsußras, Kyffhäuserkreis (UH-Grenznähe)
- Volkenroder Wald (364,1 m), Südrand; nordöstlich Volkenrodas, Unstrut-Hainich-Kreis
- Herrenrode (338,4 m), äußerster südlicher Ostrand; östlich Helbedündorf-Tobas, Kyffhäuserkreis
- Heimberg (Große Hardt; 334 m), Südostrand; südlich des Urbachtals westlich Holzsußras, Kyffhäuserkreis

## Geologie

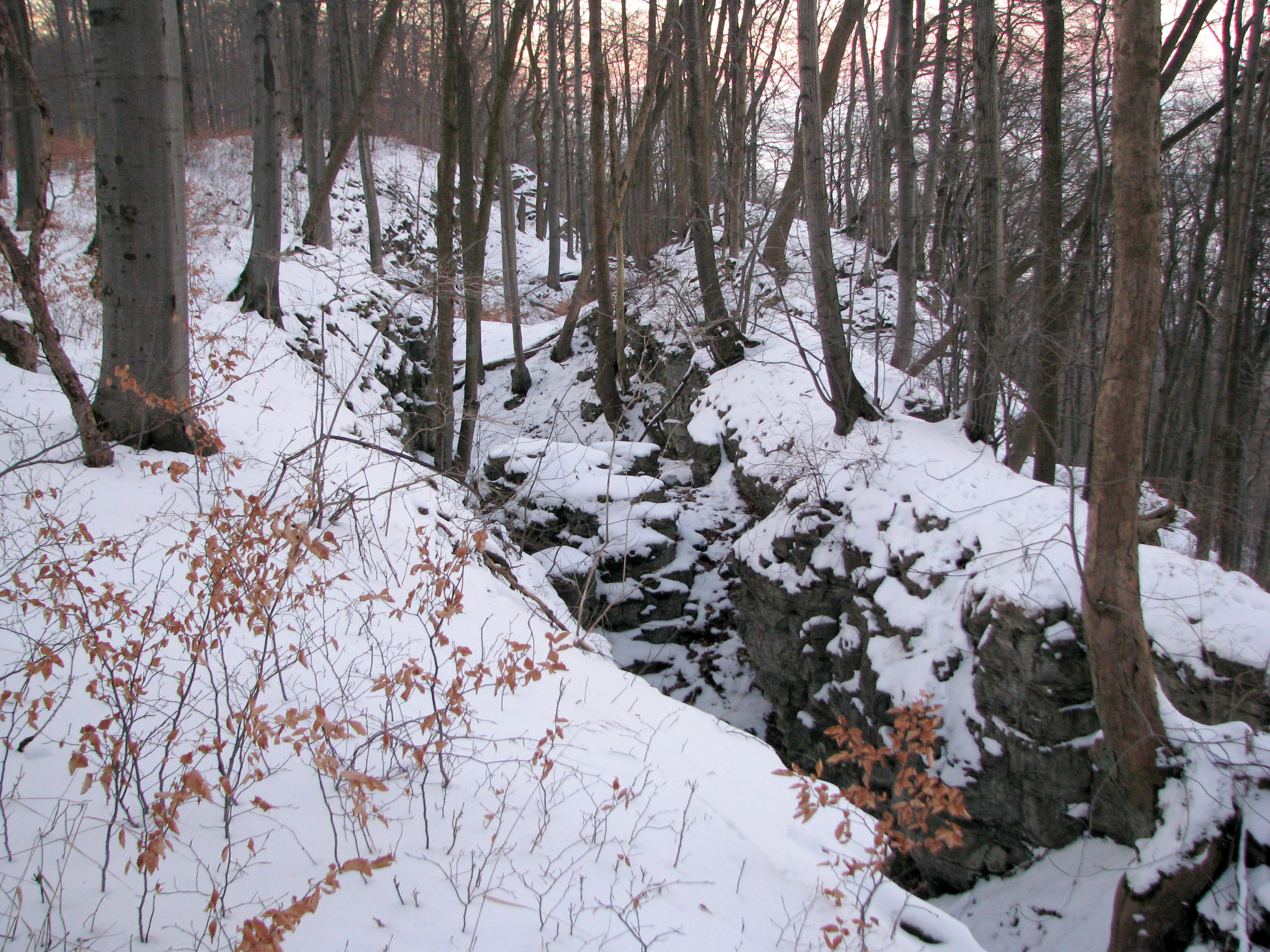
Felsabbruch im Dün: Die Teufelslöcher bei Hüpstedt

Der oberflächennahe geologische Untergrund im Dün wird fast ausschließlich von den Kalken und Mergeln sowie tonigen Zwischenlagen des Unteren Muschelkalks gebildet.
Der Steilhang des Dün ist als Schichtstufe ausgebildet. Hauptstufenbildner ist der Obere Wellenkalk und im Speziellen die sogenannte Schaumkalkzone, ein Abschnitt des Unteren Muschelkalks. Am Mittelhang stehen die plattigen Wechsellagen des Unteren Wellenkalks an. Der Fuß des Stufenhangs wird von den Roten Schiefertonen und vom Gips des Oberen Buntsandsteins (Röt) gebildet. Dieser sogenannte Rötsockel ist in der Regel meist nicht bewaldet. Die Schaumkalkstufe verläuft fast geradlinig und wird allenfalls durch den Worbiser Graben jäh gestört, eine parallel zum Leinegraben verlaufende Grabenverwerfung, die bei Kallmerode von Norden in den Dün eingreift.
Nach Süden und Südwesten schließt sich an die Steilstufe die schwach geneigte Dün-Hochfläche an. In Richtung auf das Thüringer Becken werden die Gesteine des Muschelkalks von Löß überlagert.
Unter den Gesteinen von Muschelkalk und Buntsandstein stehen Stein- und Kalisalze des Zechstein an.
Südlich von Deuna wird in einem großflächigen Tagebau Kalkstein abgebaut, der im nahe gelegenen Zementwerk Deuna als Grundstoff für die Zementherstellung verwendet wird.

## Waldgebiete
Größere Waldgebiete innerhalb des Dün mit Eigennamen sind Geisledener und Beurener Wald sowie der Dingelstädter Stadtwald im westlichen Dün, Dünholz, Beberstedter und Hüpstedter Wald im mittleren Dün sowie Keulaer, Holzthalebener, Niedergebraer und Obergebraer Wald bzw. Mittelwald im östlichen Dün.
Die Wälder des Dün unterliegen einer intensiven forstlichen Nutzung. Verbreitet sind Plenterwaldbewirtschaftung in den Privatwäldern der Laubgenossenschaften Holzthaleben, Keula (u. a.). Landeswaldflächen und Kommunalwälder werden überwiegend als Altersklassenwälder genutzt. Hauptbaumart ist die Rotbuche.
Auf der ansonsten weniger bewaldeten Südabdachung des Dün befinden sich noch die Waldgebiete Mühlhäuser Hardt und Volkenroder Wald.

## Schutzgebiete
Auf dem Westteil des Dün westlich der Bundesstraße 247 liegen Teile des Landschaftsschutzgebiets (LSG) Obereichsfeld (CDDA-Nr. 390325; 2009; 384,7677 km²), auf östlichen Teilen liegt das LSG Dün–Helbetal (CDDA-Nr. 320473; 1963; 55,9256 km²).
Ab Mitte der 1980er Jahre war die Einrichtung des Landschaftsschutzgebietes Mittlerer Dün durch die Organe der DDR vorgesehen, welches sich vom Stausee Birkungen, über den Wingert, die Alte Burg und den Sonder bis zum Dünwald südlich von Kleinbartloff erstrecken sollte. Eine Unterschutzstellung erfolgte schließlich nach 2004 durch den Freistaat Thüringen als FFH-Gebiet Nr. 199 Mittlerer Dün (DE 4628-30).
Im Höhenzug und Randlagen liegen diese Naturschutzgebiete (NSG; mit CDDA-Nr., Jahr der Ausweisung und Größe km²/ha), der Größe nach geordnet:
- NSG Keulaer Wald (14482; 1961; 2,9725 km²) rund um den höchsten Gipfel an der Nordflanke, nördlich Keulas
- NSG Flachstal (163091; 1999; 1,8761 km²), im Südwesten, östlich Dachriedens
- NSG Feuerkopf (163091; 1961; 61,14 ha) im Nordosten, östlich Friedrichsrodes
- NSG Volkenroder Wald (166089; 1961; 26,6 ha), im Süden, nordöstlich Volkenrodas
- NSG Mehlisch Hölzchen (164597; 1961; 3,95 ha), zentral, südöstlich Holzthalebens

## Sehenswürdigkeiten
Zu den Sehenswürdigkeiten im Dün gehören:
- Wasserburg Deuna (jetzt Altenheim), in Deuna
- Kloster Reifenstein (jetzt Teil des Eichsfeld Klinikums), in Reifenstein
- Burg Scharfenstein, südsüdwestlich von Beuren
- Gut Beinrode, nördlich von Kallmerode
- Dünkreuz Deuna (St. Josef-Heinrich-Kreuz), südlich von Deuna
- Bergbaumuseum, in Menteroda; siehe Menteroda#Bergbaugeschichte
- Komturhof Utterode, ehemaliger Vierseithof bei Rehungen
- Mühlhäuser Landgraben, zwischen Zella und Sollstedt

Von der Abbruchkante des Dün ergeben sich vielerorts herausragende Fernsichten auf die Täler von Leine und Wipper, das Eichsfeld, sowie die dahinter angeordneten Höhenzüge von Ohmgebirge, Bleichröder Bergen und Harz. Folgende Aussichtspunkte zählen zu den Attraktionen des Dün:
- Keulaer Rondel, oberhalb von Vollenborn (Ausblick in den Eichsfelder Kessel und unter anderem zum Harz)
- Terrasse der Burg Scharfenstein, bei Beuren (Ausblick ins Untere Eichsfeld und unter anderem zum Harz)
- Schöne Aussicht, oberhalb von Heilbad Heiligenstadt am Westhang des Düns (Ausblick ins westliche Eichsfeld und das obere Leinebergland)

## Wirtschaft
Das Gebiet des Dün ist eine überwiegend durch Land- und Forstwirtschaft geprägte Landschaft. Zu Beginn des 20. Jahrhunderts kam es mit der Errichtung von zahlreichen Kalischächten zu einer gewissen Industrialisierung. Folgende Schachtanlagen existierten am und auf dem Dün:
- Schacht Neusollstedt bei Rehungen
- Schacht Volkenroda bei Menteroda
- Doppelschachtanlage Pöthen bei Menteroda
- Doppelschachtanlage Hüpstedt/Beberstedt
- Schacht Felsenfest bei Hüpstedt

Als größerer Industriebetrieb betreibt seit 1975 das Zementwerk Deuna einen großen Tagebau zur Gewinnung von Kalkstein am nördlichen Rand des Düns.
Dort werden jährlich etwa 2 Millionen Tonnen Kalkstein abgebaut. Die Erweiterungen des Tagebaus sorgten im Sommer 2014 für Unruhen und Proteste in der Bevölkerung der Anliegergemeinden.

## Verkehr und Wandern
Der Steilabfall des Düns bildet ein Hindernis für die Verkehrsentwicklung. Der Höhenzug befindet sich daher abseits großer Verkehrswege und wird von nur wenigen Straßen gequert. Als wichtigste Straßenverbindung überquert ihn die Bundesstraße 247 zwischen Dingelstädt und Leinefelde, etwas östlich verläuft die Bahnstrecke Gotha–Leinefelde zwischen Dachrieden und Birkungen. Die mit den Kalischachtanlagen errichteten Bahnstrecken der Obereichsfelder Kleinbahn (von Silberhausen nach Hüpstedt) und Greußen-Ebeleben-Keulaer Eisenbahn (von Ebeleben nach Keula) sind mit dem Ende der Kaliindustrie stillgelegt worden. Durch den Dün führt unter anderem der Rundweg Eichsfeld-Wanderweg.